# Revoluția de la 1848

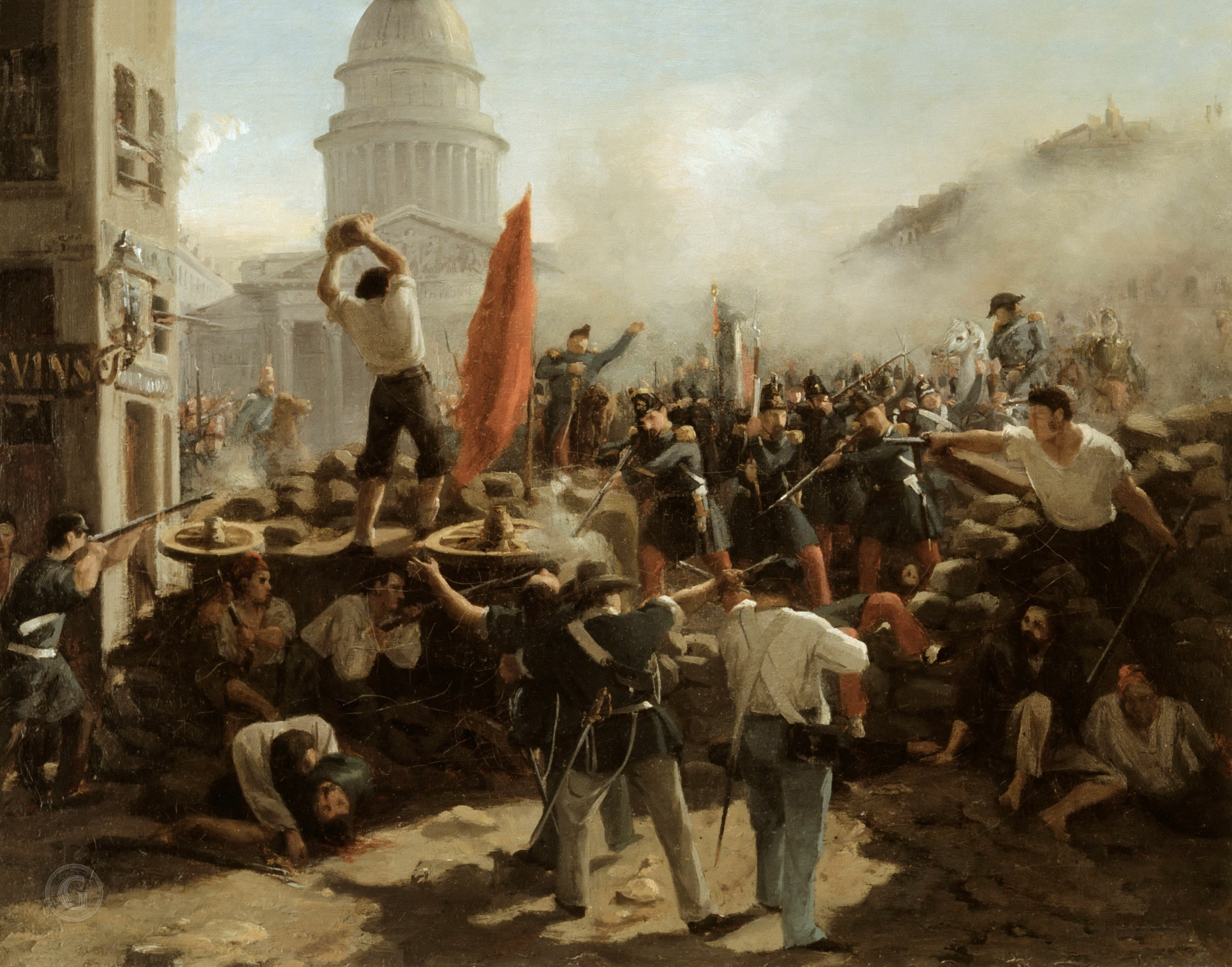
Revoluția la Paris

Revoluția de la 1848 a fost o revoltă naționalistă a burgheziei europene desfășurată în anii 1848 - 1849, îndreptată împotriva ordinii încă supranaționale stabilite de Congresul de la Viena (1814 - 1815). Revoluțiile de la 1848 au dat semnalul deșteptării naționalismului european, fiind cunoscute de aceea și sub denumirea de "primăvara popoarelor" (în franceză printemps des peuples, în italiană primavera dei popoli). Deși înăbușite, revoluțiile de la 1848 au fixat pe termen lung obiectivul creării statelor naționale în Europa, obiectiv definitivat cu ajutor american (conform  programului în 14 puncte al lui Wilson), abia după Primul Război Mondial.

## Desfășurare
Această amplă mișcare a debutat în Palermo, Italia, la 12 ianuarie 1848 (Revoluția siciliană din 1848).

## Cauze
Cauzele Revoluției Europene au fost împărțite în trei categorii:
- economice:
  - progresele economiei capitaliste sunt frânate de revenirea la regimul absolutist;
  - criza alimentară, amplificată de seceta din 1847-1848;
  - creșterea excesivă a prețurilor;
- cauzele socio-politice: nemulțumirea burgheziei, țărănimii, nobilimii liberale, muncitorimii din cauza revenirii regimului absolutist și lipsei drepturilor democratice;
- cauzele naționale: dominația străină, nevoia de unire a statelor fărâmițate și independența tuturor statelor.
- răscoalele provocate de țărani

### Privire generală
- Breunig, Charles (1977), The Age of Revolution and Reaction, 1789 - 1850 (ISBN 0-393-09143-0)
- Chastain, James, ed. (2005) Encyclopedia of Revolutions of 1848 online from Ohio State U.
- Dowe, Dieter, ed. Europe in 1848: Revolution and Reform (Berghahn Books, 2000)
- Evans, R.J.W., and Hartmut Pogge von Strandmann, eds. The Revolutions in Europe, 1848-1849: From Reform to Reaction (2000), 10 essays by scholars excerpt and text search
- Pouthas, Charles. "The Revolutions of 1848" in J. P. T. Bury, ed. New Cambridge Modern History: The zenith of European power 1830-70 (1960) pp 389-415 online excerpts
- Langer, William. The Revolutions of 1848 (Harper, 1971), standard overview
- Rapport, Mike (2009), 1848: Year of Revolution ISBN 978-0-465-01436-1 online review, a standard survey
- Robertson, Priscilla (1952), Revolutions of 1848: A Social History (ISBN 0-691-00756-X), despite the subtitle this is a traditional political narrative
- Sperber, Jonathan. The European revolutions, 1848-1851 (1994) online edition
- Stearns, Peter N. The Revolutions of 1848 (1974). online edition
- Weyland, Kurt. "The Diffusion of Revolution: '1848' in Europe and Latin America," International Organization Vol. 63, No. 3 (Summer, 2009) pp. 391-423 in JSTOR

### Franța
- Duveau, Georges. 1848: The Making of a Revolution (1966)
- Fasel, George. "The Wrong Revolution: French Republicanism in 1848," French Historical Studies Vol. 8, No. 4 (Autumn, 1974), pp. 654-677 in JSTOR
- Loubère, Leo. "The Emergence of the Extreme Left in Lower Languedoc, 1848-1851: Social and Economic Factors in Politics," American Historical Review (1968), v. 73#4 1019-1051 in JSTOR

### Germania și Austria
- Deak, Istvan. The Lawful Revolution: Louis Kossuth and the Hungarians, 1848-1849 (1979)
- Hahs, Hans J. The 1848 Revolutions in German-speaking Europe (2001)
- Hewitson, Mark. "'The Old Forms are Breaking Up, … Our New Germany is Rebuilding Itself': Constitutionalism, Nationalism and the Creation of a German Polity during the Revolutions of 1848–49," English Historical Review, Oct 2010, Vol. 125 Issue 516, pp 1173-1214
- Macartney, C. A. "1848 in the Habsburg Monarchy," European Studies Review, 1977, Vol. 7 Issue 3, pp 285-309
- O'Boyle Lenore. "The Democratic Left in Germany, 1848," Journal of Modern History Vol. 33, No. 4 (Dec., 1961), pp. 374-383 in JSTOR
- Robertson, Priscilla. Revolutions of 1848: A Social History (1952),  pp 105-85 on Germany, pp 187-307 on Austria
- Sked, Alan. The Survival of the Habsburg Empire: Radetzky, the Imperial Army and the Class War, 1848 (1979)
- Vick, Brian (2002): Defining Germany The 1848 Frankfurt Parliamentarians and National Identity  (Harvard University Press ISBN 978-0-674-00911-0).

### Italia
- Ginsborg, Paul. "Peasants and Revolutionaries in Venice and the Veneto, 1848," Historical Journal, Sep 1974, Vol. 17 Issue 3, pp 503-550 in JSTOR
- Ginsborg, Paul. Daniele Manin and the Venetian Revolution of 1848-49 (1979)
- Robertson, Priscilla (1952). Revolutions of 1848: A Social History (1952) pp 309-401

### Altele
- Feyzioğlu, Hamiyet Sezer et al. "Revolutions of 1848 and the Ottoman Empire," Bulgarian Historical Review, 2009, Vol. 37 Issue 3/4, pp 196-205

### Istoriografie
- Dénes, Iván Zoltán. "Reinterpreting a 'Founding Father': Kossuth Images and Their Contexts, 1848-2009," East Central Europe, April 2010, Vol. 37 Issue 1, pp 90-117
- Hamerow, Theodore S. "History and the German Revolution of 1848," American Historical Review Vol. 60, No. 1 (Oct., 1954), pp. 27-44 in JSTOR
- Jones, Peter (1981), The 1848 Revolutions (Seminar Studies in History) (ISBN 0-582-06106-7)
- Mattheisen, Donald J. "History as Current Events: Recent Works on the German Revolution of 1848," American Historical Review, Dec 1983, Vol. 88 Issue 5, pp 1219-37 in JSTOR
- Rothfels, Hans. "1848 - One Hundred Years After," Journal of Modern History, Dec 1948, Vol. 20 Issue 4, pp 291-319 in JSTOR